# 2006年ポルトガル共和国大統領選挙
2006年ポルトガル共和国大統領選挙（2006ねんポルトガルきょうわこくだいとうりょうせんきょ ポルトガル語：Eleições presidenciais portuguesas de 2006）は、ポルトガル共和国の元首である大統領（Presidente da República）を選出するため2006年1月22日に行なわれたポルトガルの選挙である。

## 概要
大統領の権限については「ポルトガルの大統領」を参照。
- 選出方法：国民による直接選挙
- 任期：5年（憲法第122条）
- 再任：2期まで可（憲法第123条）
- 被選挙権：35歳以上のポルトガル国民
- 立候補に必要な推薦人数：7,500人～15,000人
- 有権者数：9,085,339名

### 主な立候補者
- マリオ・ソアレス（MARIO SOARES）－社会党（PS）
- アニーバル・カヴァコ・シルヴァ（CAVACO SILVA）－社会民主党（PSD）
- マヌエル・アレグレ（MANUEL ALEGRE）－無所属
- ジェロニモ・ソウザ（JERONIMO SOUSA）－ポルトガル共産党（PCP）
- フランシスコ・ロウカ（FRANCISCO LOUCA）－左翼ブロック（BE）

## 選挙結果
- 投票日：2006年1月22日
- 投票率：61.53％

| 当落 | 候補者名                              | 得票数    | 得票率 |
| ---- | ------------------------------------- | --------- | ------ |
| 当選 | アニーバル・カヴァコ・シルヴァ（PSD） | 2,773,431 | 50.54% |
|      | マヌエル・アレグレ（無所属）          | 1,138,297 | 20.74% |
|      | マリオ・ソアレス（PS）                | 785,355   | 14.31% |
|      | ジェロニモ・ソウザ（PCP）             | 474,083   | 8.64%  |
|      | フランシスコ・ロウカ（BE）            | 292,198   | 5.32%  |
|      | ガルシア・ペレイラ                    | 23,983    | 0.44%  |

出所：Presidente da República - 22/01/2006（CNE）

### 解説
中道右派政党PSDのシルヴァ候補が過半数をわずかながら上回り、第三共和政以降の大統領選挙において初めて中道右派政党の候補が初めて当選する結果となった。